# 6513-as mellékút (Magyarország)
A 6513-as számú mellékút egy több mint húsz kilométer hosszú, négy számjegyű mellékút Somogy vármegye középső részén. Kelet-nyugati irányban húzódik Kaposvár északi agglomerációjában, több, jellemzően észak-déli irányt követő útvonalat összekapcsolva.

## Nyomvonala
A 6505-ös út 18+900-as kilométerszelvényénél lévő körforgalomból ágazik ki, Ráksi lakott területének délnyugati peremén. Nyugat-délnyugat felé indul, 1,2 kilométer után Szentgáloskér területére érkezik. 2,1 kilométer után lép a község lakott területére, ahol több irányváltás dacára végig a Kossuth Lajos utca nevet viseli; 3,9 kilométer után hagyja el a település házait.
5,7 kilométer után Somodor határához ér, de e település területén csak egy rövid szakaszon húzódik, annak északkeleti sarkában, 6,2 kilométer után nem sokkal már újra szentgáloskéri területen halad, 6,9 kilométer után pedig átlépi Mernye határvonalát, itt északnyugat felé haladva. 7,3 kilométer után egy elágazáshoz ér: itt ágazik ki belőle dél felé a 65 131-es számú mellékút, ez vezet Somodor belterületére. 7,5 kilométer után már Mernye házai között jár, József Attila utca néven, majd nyugatnak fordulva nevet vált, innen Petőfi Sándor utca lesz a neve. Így keresztezi, 8,1 kilométer után a 35-ös vasútvonalat, majd rögtön utána kiágazik belőle észak felé a 65 308-as számú mellékút, Mernye vasútállomás felé.
A község központjában, a 9+150-es kilométerszelvényénél keresztezi a 67-es főút eredeti, lakott területi szakaszát, a mai 6549-es utat. Onnan Dózsa György utca a neve, majd egy iránytöréssel északnyugatnak folytatódik tovább, Vörösmarty utca néven. Így lép ki a település házai közül, kevéssel a tizedik kilométere előtt. A 10+250-es kilométerszelvénye közelében felüljárón elhalad a főút új, belterületeket elkerülő szakasza (egy időben, ideiglenesen használt nevén R67-es gyorsút) felett, 11,3 kilométer után pedig átlép Somogygeszti területére.
12,6 kilométer után egy éles irányváltással majdnem egészen déli irányba fordul, így éri el Somogygeszti település házait, melyek közt a Széchenyi utca nevet viseli. A 14. kilométere előtt hagyja el a község belterületét, ott már ismét nyugatabbi irányt követve. 14,8 kilométer megtételét követően lép át a következő település, Alsóbogát területére, ennek központját 16,4 kilométer után éri el, ott a Petőfi Sándor utca nevet viseli és a 17. kilométere után már ki is lép a községből.
17,9 kilométer után elhalad Alsóbogát, Somogyjád és Edde hármashatára mellett, de utóbbit ennél jobban nem érinti, a folytatásban már somogyjádi területen húzódik. 19,8 kilométer után éri el a község házait, ott Bogáti utca nevet veszi fel. A 6701-es útba torkollva ér véget, annak 15+300-as kilométerszelvénye táján. Egyenes folytatása a 67 311-es számú mellékút, amely végighúzódik a településközpont nyugati felén, végül a falutól nyugatra elhaladó Kaposvár–Fonyód-vasútvonal Somogyjád megállóhelyénél ér véget.
Teljes hossza, az országos közutak térképes nyilvántartását szolgáló kira.gov.hu adatbázisa szerint 20,477 kilométer.

## Települések az út mentén
- Ráksi
- Szentgáloskér
- (Somodor)
- Mernye
- Somogygeszti
- Alsóbogát
- (Edde)
- Somogyjád

## Története
A Cartographia 2004-es kiadású Világatlaszában a Somogygeszti és Alsóbogát közti szakasza még nem szerepel. Ez az útszakasz a Google Utcakép 2019 őszén elérhető felvételein is szilárd burkolat nélküli útnak mutatkozik.